# Hjördis Nordin
Hjördis Margareta Nordin (Lund, 2 de agosto de 1932) é uma ginasta sueca. Representou a Suécia no Campeonato Mundial de Ginástica Artística de 1950 e nos Jogos Olímpicos de Verão de 1952.

## Biografia
Nordin nasceu em Lund, cidade na província da Escânia, no ano de 1932. Mudou-se para cidade de Landskrona, também localizada na província de Escânia, para dedicar-se a ginástica, onde passou a integrar o clube de treinamento GF Idrott.
Após os anos de treinamento, integrou a equipe sueca no Campeonato Mundial de Ginástica Artística de 1950, realizada em Roma na Itália. Com as atletas Evy Berggren, Vanja Blomberg, Karin Lindberg, Gunnel Ljungström, Ann-Sofi Pettersson, Göta Pettersson e Ingrid Sandahl garantiram a medalha de ouro na categoria por equipes, superando a França e a anfitriã Itália.
Com a passagem vitoriosa pelo mundial, a atleta integrou o selecionado sueco para os Jogos Olímpicos de Verão de 1952, realizados em Helsínquia na Finlândia. Juntamente com suas companheiras Karin Lindberg, Gun Röring, Evy Berggren, Göta Pettersson, Ann-Sofi Colling-Pettersson, Ingrid Sandahl e Vanja Blomberg, conquistaram o ouro olímpico para a Suécia na categoria de aparelhos portáteis por equipe, superando a União Soviética e a Hungria. Ainda na categoria por equipe, ficaram em quarto lugar. Ainda na edição olímpica, participou de algumas categorias individuais. No individual geral, alcanço a sexagésima quinta posição, empatando com a estadunidense Ruth Grulkowski. Na trave olímpica, dividiu a posição de sexagésima terceira colocada com a britânica Gwynedd Lewis. Na categoria de paralelas assimétricas, ficou em octogésimo nono lugar empatada com a ginasta alemã Hilde Koop. Na mesa, ficou empatada pela mesma nota com outras quatro atletas dividindo a sexagésima quinta posição com a estadunidense Marian Barone, a norueguesa Norveig Karlsen, a austríaca Gertrude Barosch e a romena Eveline Slavici. No solo, novamente empatou com outras atletas em quadragésimo sétimo lugar, dividindo a posição com a soviética Yekaterina Kalinchuk, a alemã Irma Walther e a chequa Hana Bobková.
Esta foi a única participação da atleta em Olimpíadas, conquistando o ouro para a Suécia.